# 색소단백질

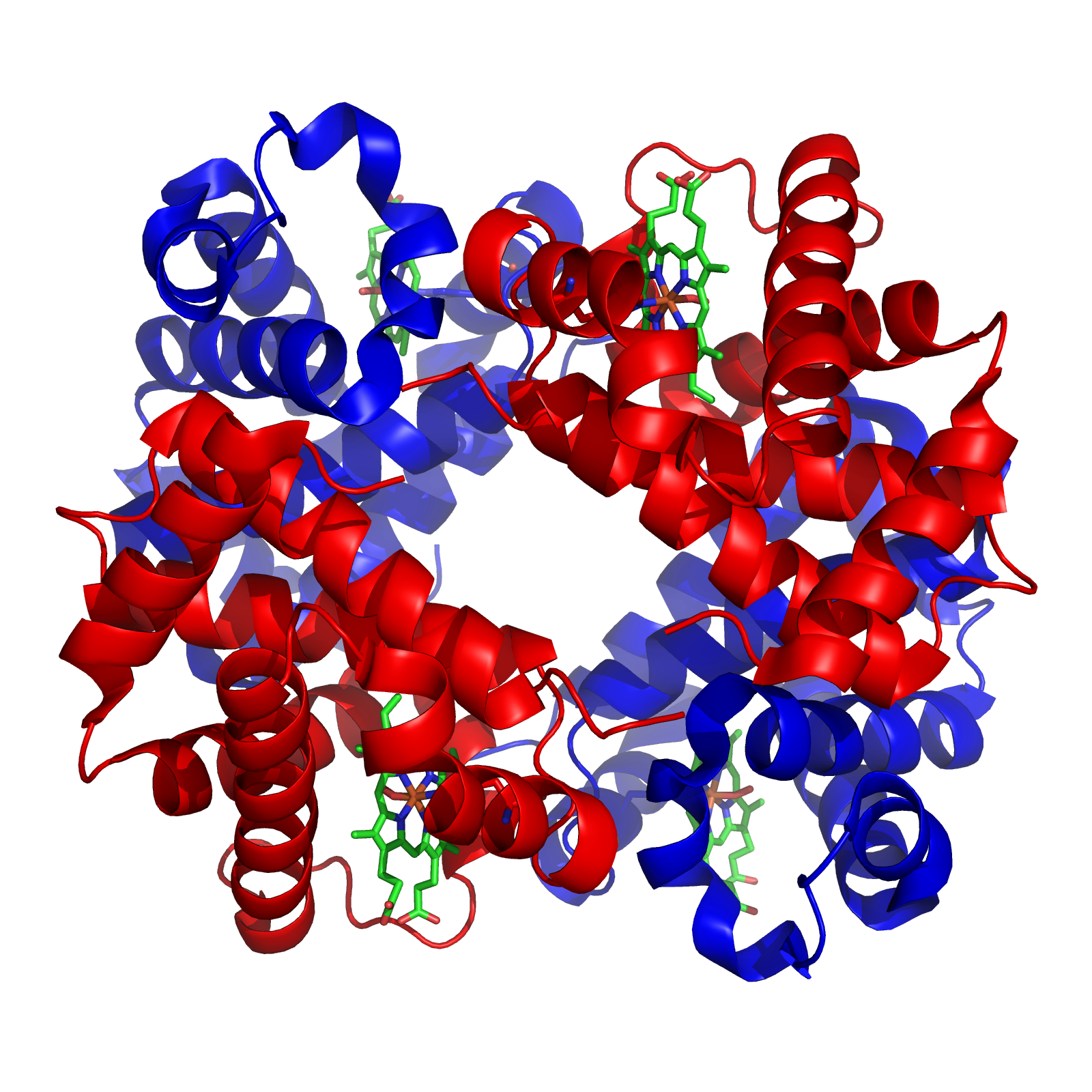
색소 단백질의 일종인 사람 헤모글로빈의 구조

색소단백질(色素蛋白質, 영어: chromoprotein)은 색소 보결분자단(또는 보조 인자)을 포함하는 복합 단백질이다. 일반적인 예로는 산소화된 혈액을 붉게 보이게 만드는 철 함유 분자로 헴 보조 인자를 포함하는 헤모글로빈이 있다. 색소단백질의 다른 예로는 기타 헤모크롬, 사이토크롬, 피토크롬, 플라보단백질이 있다.
헤모글로빈에는 Fe2+ 4개의 피롤 고리로 구성된 색소단백질(사량체, 분자량: 4 x 16.125 =64.500), 즉 헴이 존재한다.

## 단일 색소단백질
단일 색소단백질은 여러 발색단의 존재와 처리로 인해 피토크롬과 포토트로핀으로 작용할 수 있다. 양치류의 피토크롬에는 피토크롬(적색광 감지)과 포토트로핀(청색광 감지)을 모두 갖춘 이중 채널의 특이한 광수용체가 포함된 PHY3가 포함되어 있으며 이는 약한 햇빛에서 양치류의 생장을 돕는다.

## 돌연변이 유발
녹색 형광 단백질(GFP) 패밀리에는 형광 단백질과 비형광 색소단백질이 모두 포함된다. 돌연변이 유발 또는 방사선 조사를 통해 비형광 색소 단백질이 형광 색소단백질로 전환될 수 있다. 이러한 전환된 색소단백질의 예로는 돌연변이가 일어난 아네모니아 설카타(Anemonia sulcata)의 비형광 색소단백질에서 형광 색소단백질로 전환된 "점화 형광 단백질(kindling fluorescent protein)" 또는 KFP1이 있다.
말미잘에는 트랜스 입체구조의 녹색 형광 단백질(GFP) 유사 발색단이 있는 보라색 색소단백질인 shCP가 포함되어 있다. 발색단은 Glu63, Tyr64, Gly65로부터 유도되며, Tyr64의 페놀기는 이미다졸리딘 부분과 공액계를 형성하는 데 중요한 역할을 하며 여기 상태에서 색소단백질의 흡수 스펙트럼에서 높은 흡광도를 나타낸다. 티로신을 다른 아미노산으로 대체하면 색소단백질의 광학적 특성과 비평면적 특성이 변경된다. 신호충강의 색소단백질과 같은 형광 단백질은 장파장을 방출한다.

## 유전자 조작
합성생물학에서 14가지의 색소단백질이 대장균에서 발현되도록 조작되었다. 그러나 색소단백질은 숙주인 대장균에 대해 높은 독성을 지니며 결과적으로 색상이 소실된다. 주변광 하에서도 구별이 가능한 색상을 나타내는 단량체성 적색 형광 단백질인 mRFP1은 독성이 덜한 것으로 밝혀졌다. 다양한 색상을 얻기 위해 mRFP1 형광단의 아미노산 64–65에 대한 색상 변경 돌연변이 유발이 수행되었다.

## 같이 보기
- 단백질
- 헴단백질
- 당단백질